# 圣瑟兰德屈尔萨克
圣瑟兰德屈尔萨克（法語：Saint-Seurin-de-Cursac，法語發音：[sɛ̃ sœʁɛ̃ də kyʁsak]）是法国吉伦特省的一个市镇，属于布莱区。

## 地理
圣瑟兰德屈尔萨克（45°9'38"N, 0°37'39"W）面积2.36 平方千米，位于法国新阿基坦大区吉倫特省，该省份为法国西南部沿海省份，是法國本土面积最大的省，北起滨海夏朗德省，西临大西洋，南至朗德省，东南接洛特-加龍省，东临多爾多涅省。
与圣瑟兰德屈尔萨克接壤的市镇（或旧市镇、城区）包括：富尔、圣热内斯德布莱、马济永、圣马丹拉科萨德、圣保罗。
圣瑟兰德屈尔萨克的时区为UTC+01:00、UTC+02:00（夏令时）。

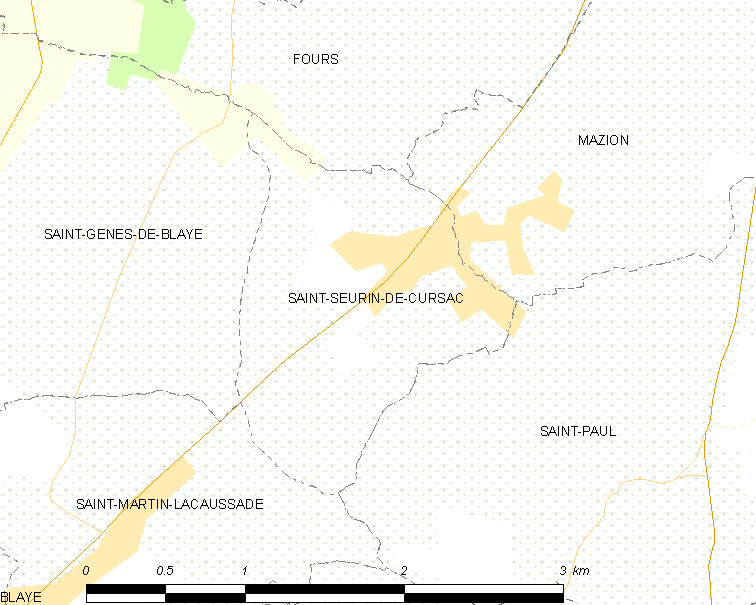
圣瑟兰德屈尔萨克的OSM定位图

## 行政
圣瑟兰德屈尔萨克的邮政编码为33390，INSEE市镇编码为33477。

## 政治
圣瑟兰德屈尔萨克所属的省级选区为河口县。

## 人口

1962-2008年间圣瑟兰德屈尔萨克人口变化图示

圣瑟兰德屈尔萨克于2022年1月1日时的人口数量为773人。